# 令狐挺
令狐挺（991年—1058年），字憲周，北宋山陽（今江蘇淮安）人。
天聖五年（1027年）進士，初授吉州军事推官，升荆南府节度掌书记。歷官延州通判、彭州知州，遷升為提點兩浙刑獄公事，移江東路。官至司封員外郎。又知秀州、單州，在秀州築有月波楼、荷花堤。嘉祐三年卒。